# Ramon Solsona i Sancho
Ramon Solsona i Sancho (Barcellona, 7 febbraio 1950) è uno scrittore e pubblicista spagnolo in lingua catalana.
Ha una laurea in Filologia Romanza ed ha insegnato in una scuola secondaria Conosciuto per il suo stile ironico e le numerose collaborazioni con i media di stampa (Avui, Diari de Barcelona, La Vanguardia) e radio (Catalunya Ràdio, RAC 1), è attualmente un collaboratore del programma radiofonico (El Matí de Catalunya Ràdio con Mònica Terribas, sezione "Entre paraules"). È anche poeta satirico con lo pseudonimo Lo Gaiter del Besòs.

## Carriera
Il suo romanzo Les hores detingudes ha vinto tre premi letterari nello stesso anno ed è stato tradotto in spagnolo e francese. Per la televisione, ha sceneggiato le serie Agència de viatges, Estació d'enllaç e El cor de la ciutat, trasmesse da TV3. È stato co-autore dell'inno del centenario del Futbol Club Barcelona (1998), insieme a Antoni Ros-Marbà. Nel 2010 ha ricevuto il Premi Sant Jordi de novel·la per il suo libro L'home de la maleta.

## Opere

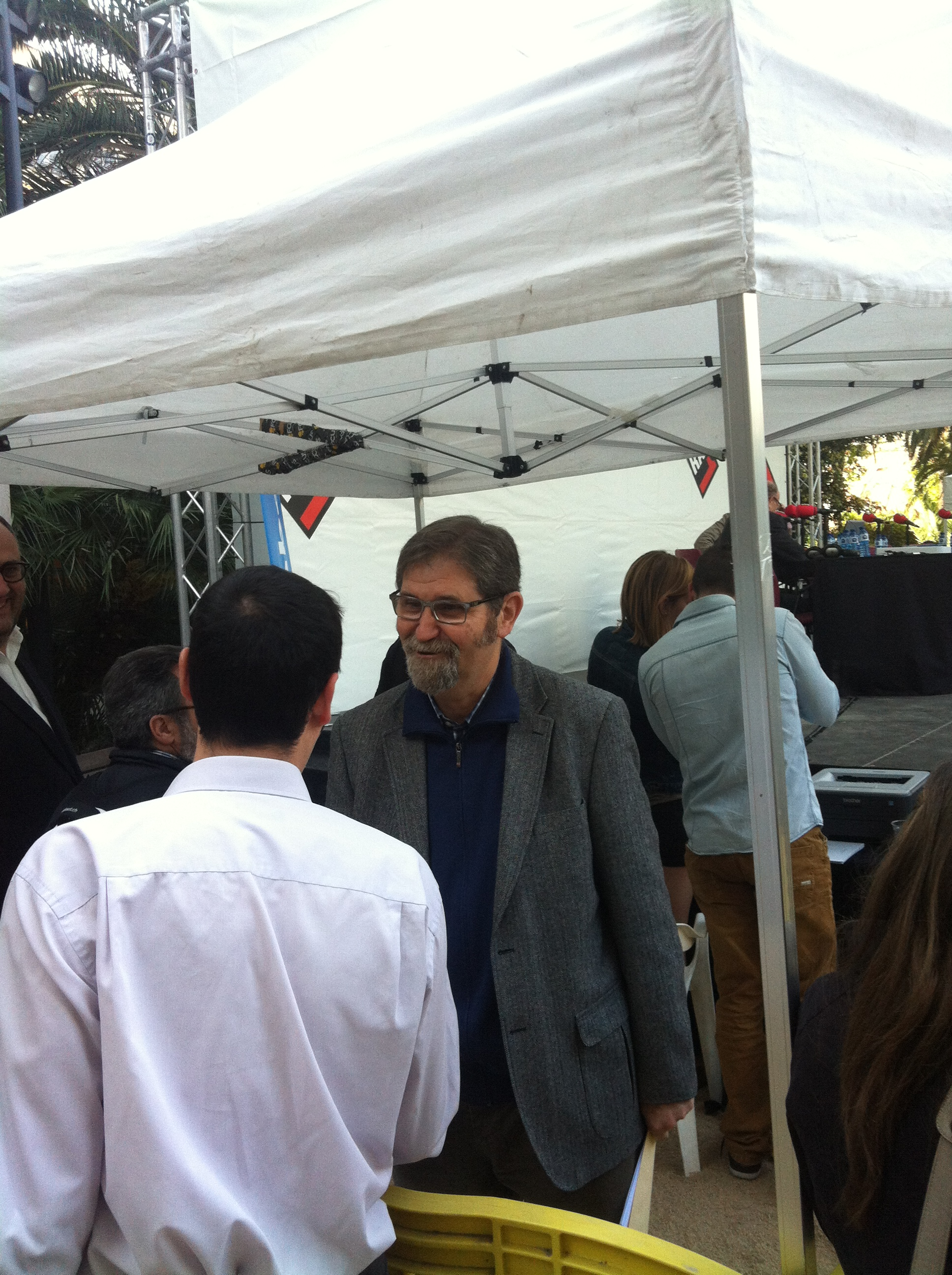
Solsona al Giorno di Giorgio, 2013.

### Storie brevi
- 1991: Llibreta de vacances
- 2006: Cementiri de butxaca

### Romanzi
- 1989: Figures de calidoscopi
- 1993: Les hores detingudes
- 1998: DG
- 1999: No tornarem mai més
- 2001: El cor de la ciutat
- 2004: Línia blava
- 2011: L'home de la maleta

### Poesia
- 1989: Sac de gemecs

### No finzione
- 1995: Ull de bou
- 1995 Ull de vaca
- 2005: A paraules em convides